# 郭文彬
郭文彬（1963年—），生於台灣台北市，政治人物，民主進步黨籍。曾任多位政治人物幕僚、中華民國總統府秘書室參議、民主進步黨社會運動部主任。

## 生平
郭文彬出身台北市士林區郭氏家族，就讀國立台灣大學政治學系期間投入自由之愛運動，為學運世代一員。
大學在學期間，即曾至包括鄭南榕創辦的「自由時代周刊」等多家黨外運動雜誌打工，從事校對、記者、編輯等工作；曾任民進黨黨報《民進報》編輯。1988年大學畢業，擔任《自由時報》要聞組記者，主跑在野黨及立法院新聞。
三年後離開新聞領域，陸續擔任王昆和、謝長廷、施明德等多位民進黨民意代表的助選幹部及議會助理。
2001年，郭文彬擔任中華民國總統府秘書室參議，負責政治協商及組織聯繫等工作。
蔡英文首任民進黨主席期間，2009年，郭文彬奉派民進黨社會運動部主任；2011年1月，郭文彬轉任民進黨秘書長蘇嘉全辦公室主任，黃向群接任社運部主任 ；2013年11月，因黃向群辭職投入選舉，郭文彬回任民進黨社會運動部主任。
郭文彬自學生時代即參與黨外運動，雖未曾參選任何公職，助選工作幾乎無役不與：1996擔任彭謝競選總部組織部主任、2004年陳呂總部「扁友部」主任、2012蔡蘇總部和2016蔡陳總部都是擔任社運部主任。